# Tetrastichinae
Tetrastichinae Förster, 1956, è una sottofamiglia degli Eulofidi (Hymenoptera: Chalcidoidea) comprendente specie parassitoidi.

## Descrizione
I Tetrastichini hanno il mesoscuto provvisto di notauli ben delineati, stretti e profondi, con axille protese verso gli stessi. Tranne rare eccezioni, lo scutello è sempre percorso longitudinalmente da due solchi paralleli mediani.
Le ali anteriori hanno diverse setole sulla vena submarginale. Il raccordo fra la vena marginale e quella submarginale è brusco e la vena postmarginale è assente o marcatamente più breve di quella stigmale.

## Biologia
I Tetrastichini sono in genere endoparassiti che si sviluppano a spese di uova, larve o pupe di insetti olometaboli generalmente minatori o galligeni (Ditteri, Imenotteri e Lepidotteri. Caso poco frequente fra i parassitoidi è anche la parassitizzazione di Acari Eriofidi e Nematodi galligeni.
Fra i Tetrastichini si annoverano anche altri comportamenti: ectoparassiti, predatori oofagi, iperparassiti obbligati o facoltativi. Si riscontra anche il multiparassitismo con specie che possono arrivare a produrre centinaia o migliaia di individui su un solo ospite. Di particolare importanza è la frequenza di rapporti di parassitoidismo altamente specifici.

## Sistematica
I Tetrastichini rappresentano il raggruppamento più numeroso nell'ambito degli Eulofidi, con oltre 1600 specie distribuite in circa 90 generi :
- Aceratoneura
- Aceratoneuromyia
- Agmostigma
- Anaprostocetus
- Apotetrastichus
- Aprostocetus
- Aprostoporoides
- Apterastichus
- Arachnoobius
- Aranobroter
- Awara
- Baryscapus
- Benoitius
- Careostrix
- Ceratoneura
- Ceratoneuronella
- Ceratoneuropsis
- Chaenotetrastichus
- Chouioia
- Chytrolestes
- Cirrospilopsis
- Citrostichus
- Comastichus
- Crataepus
- Cryptastichus
- Cucarastichus
- Dapsilothrix
- Dubiostalon
- Dzhanokmenia
- Enneastichus
- Epichrysocharis
- Eriastichus
- Euceratoneura
- Eulophoscotolinx
- Exalarius

- Exastichus
- Galeopsomyia
- Gasterichus
- Gautamiella
- Goethella
- Gyrolasomyia
- Hadranellus
- Hadrotrichodes
- Henryana
- Holcotetrastichus
- Iniostichus
- Kiggaella
- Kocaagizus
- Kocourekia
- Kolopterna
- Kostjukovius
- Lasalleola
- Leptocybe
- Lisseurytomella
- Megaceratoneura
- Melittobia
- Mesofrons
- Mestocharella
- Minotetrastichus
- Mischotetrastichus
- Moona
- Narendrania
- Neoaceratoneura
- Neogaleopsomyia
- Neogasterichus
- Neohyperteles
- Neomestocharella
- Neotrichoporoides
- Nesolynx

- Oncastichus
- Oomyzus
- Oxypracetus
- Palmistichus
- Parachrysocharis
- Paragaleopsomyia
- Paraspalangia
- Paratetrastichus
- Pasohstichus
- Peckelachertus
- Pentastichus
- Petalidion
- Phymastichus
- Planotetrastichus
- Pracetus
- Pronotalia
- Puklina
- Quadrastichodella
- Quadrastichus
- Sigmoepilachna
- Sigmophora
- Sphenolepis
- Stepanovia
- Stipecarinata
- Styotrichia
- Tachinobia
- Tamarixia
- Tetrasta
- Tetrastichomphale
- Tetrastichomyia
- Tetrastichus
- Thripastichus
- Thymus
- Xenaprostocetus